# Sauters Felsenblümchen
Sauters Felsenblümchen (Draba sauteri) ist eine Pflanzenart aus der Gattung der Felsenblümchen (Draba) in der Familie der Kreuzblütler (Brassicaceae). Sie gedeiht nur in den nördlichen Kalkalpen. Das Artepitheton sauteri ehrt den österreichischen Botaniker Anton Eleutherius Sauter (1800–1881).

## Beschreibung

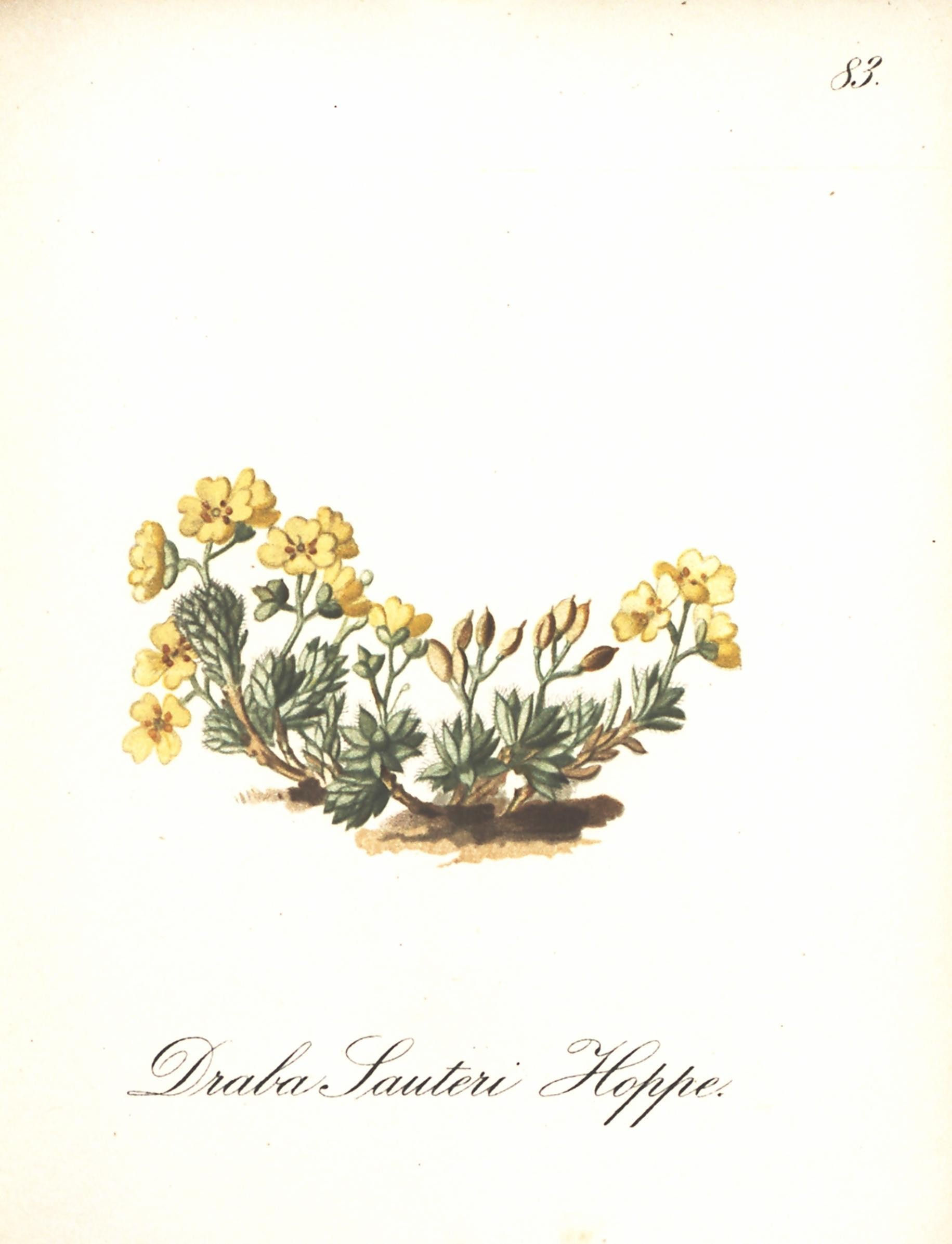
Illustration aus Die Alpenpflanzen nach der Natur gemalt, S. 83

### Vegetative Merkmale
Sauters Felsenblümchen ist eine ausdauernde, krautige Pflanze und erreicht Wuchshöhen von 5 bis 15 Zentimetern. Es bilden lockere Rasen.
Die Laubblätter stehen in dichten, kugeligen Rosetten. Die Laubblätter sind lanzettlich-spatelig und gekielt.

### Generative Merkmale
Die Blütezeit reicht von Juni und Juli. Die Blütenstandschäfte tragen keine Blätter. In traubigen Blütenständen stehen bis zu fünf Blüten zusammen. Die Blütenstiele sind 2 bis 5 Millimeter lang.
Die zwittrigen Blüten sind vierzählig. Die vier Kronblätter sind leuchtend gelb und 4 bis 6 Millimeter lang. Die Staubfäden sind deutlich kürzer als die Kronblätter.
Die Schötchen-Frucht ist 4 bis 5 Millimeter lang und gestielt. Der Griffel ist zur Fruchtzeit 0,5 bis 1 Millimeter lang.
Es liegt Tetraploidie vor und die Chromosomenzahl beträgt 2n = 32.

## Ökologie
Bei Sauters Felsenblümchen handelt es sich um einen krautigen Chamaephyten. Die Bestäubung erfolgt durch Insekten oder mittels Selbstbestäubung.

## Vorkommen
Sauters Felsenblümchen ist ein Endemit der nordöstlichen Kalkalpen und des Lungau. Es kommt nur in Oberösterreich, der Steiermark, Salzburg und in den Berchtesgadener Alpen vor. 
Es wächst auf ebenen bis schwach geneigten Kalkfelsen, nicht in Felsspalten, sowie in Felsschuttfluren in exponierten Gipfellagen. Es kommt in der alpinen bis nivalen Höhenstufe vor und gilt als selten bis sehr selten. Es wächst in Höhenlagen zwischen 1900 und 2850 Metern Meereshöhe. In den Alpen entwickelt es sein Optimum in den Pflanzengesellschaften des Potentillenion caulescentis.